# Darzamat
Darzamat es una banda polaca de black metal formada en 1995.

## Historia
Surge como banda en el invierno de 1995, en Polonia, encabezada por Flauros y Simon (anteriormente miembros de la banda Mistiphal). 
El nombre de la banda proviene de la mitología eslava donde Darzamat es la deidad que protege los jardines y bosques, una visión que la banda de black metal siempre ha transportado a sus canciones.

## Obras
En 1996 presentan su primera producción In The Flames Of Black Art, lo que fue una novedad en la escena metalera de aquellos días debido a la combinación del black metal con complejas secuencias orquestales y tan popular ahora, además de la introducción de las voces femeninas a cargo de Kate, quien tiene un estilo muy particular y un rango de voz correspondiente a una Soprano. Debido a ella, el material agresivo en cierta medida, es calmado e incuestionablemente enriquecido con sus notas llenas de melancolía y sensualidad.
En 1997 se integran a Darzamat el baterista Dragon y el guitarrista Daamr, completando así las posiciones de la banda para grabar el nuevo disco In The Opium Of Black Veil, álbum que continúa en la misma dirección que el primero y que hizo surgir nuevamente opiniones positivas por parte de la prensa especializada y sus seguidores. Y esta vez, también las opiniones de los críticos son positivas. (En 2002 ambos álbumes son reeditados por Metal Mind Productions).
Entre 1999 y 2003 fue una mala época para Darzamat, pararon las grabaciones en este tiempo debido a la fundación del Post Street Studio, propiedad de Simon, estudio en el que se registró en el 2003 el tercer álbum: Oniriad. Un trabajo pobre, con atmósfera bastante mala y cambios de miembros: Daamr abandona la banda y su lugar es ocupado por Chris, un joven guitarrista y el nuevo baterista ahora es Paul. Además, poco después de la grabación del álbum, Kate deja el país. Oniriad se convierte en la manzana de la discordia entre los fundadores de banda. Este tercer disco es un experimento musical que oscila entre el metal y el gótico. 
No es lo que Flauros esperaba y las relaciones con los demás miembros se volvieron tensas hasta que explotaron, con lo que los caminos de Simon y Flauros se separaron.

## Miembros

### Miembros actuales
- Agnieszka «Nera» Górecka – vocalista (2003-)
- Rafał «Flauros» Góral – vocalista (1995-)
- Krzysztof «Chris» Michalak – guitarrista (2001-)
- Maciej «Darkside» Kowalski – batería (2006-2007, 2009-)
- Marek «Markus» Tkocz – bajo (2009-)

### Miembros anteriores

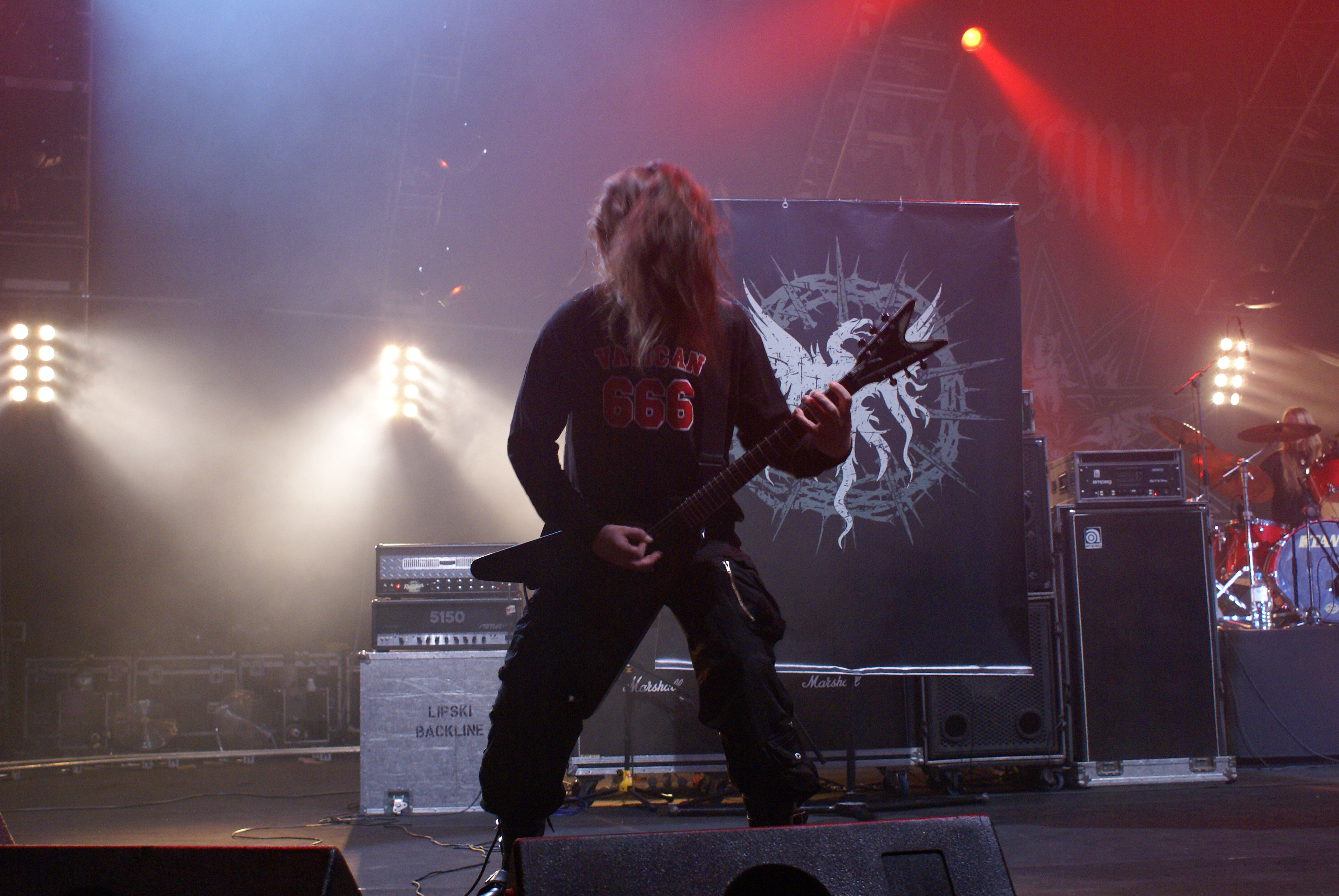
Damian «Daamr» Kowalski, 2007

- Katarzyna «Kate» Banaszak – vocalista (1995-2003)
- Szymon Struzek – guitarrista, bajo (1995-2003)
- Damian «Daamr» Kowalski – guitarrista, bajo (1998-1999, 2003-2004, 2007)
- Patryk «Spectre» Kumór – teclados (2003-2008)
- Krzysztof «Bacchus» Kłosek – bajo (2004-2007)
- Krystian «Bomba» Bytom – batería (1997-2003)
- Pawel «Paul» Chudzicki – batería (2002-2003)
- Tomasz «Golem» Dańczak – batería (2003-2006)
- Mariusz «Rogol» Prętkiewicz – batería (sesión, 2008)

## Discografía
- In the Flames of Black Art (1997)
- In the Opium of Black Veil (1999)
- Oniriad (2003)
- Semidevilish (2004)
- Transkarpatia (2005)
- Solfernus' Path (2009)

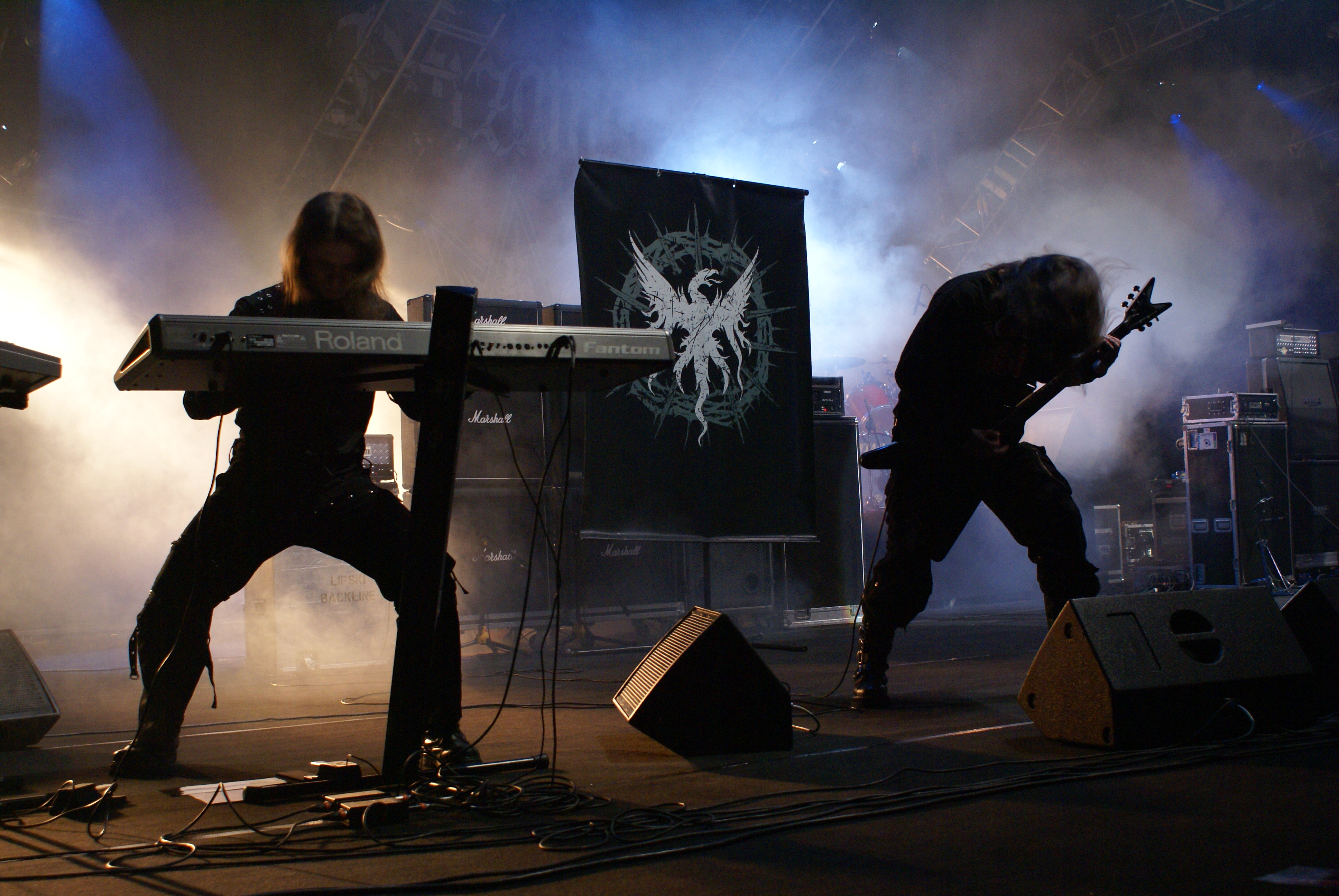
Patryk «Spectre» Kumór y Damian «Daamr» Kowalski, 2007

- A Philosopher At the End of the Universe (2020)

## DVD
- Live Profanity (2007)